# Why Can’t I Wake Up with You
Why Can’t I Wake Up with You ist ein Popsong der britischen Pop-Band Take That aus dem Jahr 1992. Er wurde vom Sänger Gary Barlow geschrieben und am 8. Februar 1993 vorab als erste Single des zweiten Studioalbums Everything Changes ausgekoppelt.

## Hintergrund
Why Can’t I Wake Up with You wurde von Gary Barlow geschrieben und gesungen und erschien zunächst 1992 in einer balladenartigen Version mit Saxophonbegleitung auf dem Album Take That & Party. Im Songtext fragt sich die Hauptfigur, warum sie nicht neben der geliebten Person aufwachen kann, die doch „ihr Leben“ ist.
Eine von Barlow überarbeitete, mit Dance-Beats aufgepeppte Version wurde von Steve Jervier, Paul Jervier und Jonathan Wales mit zusätzlicher Produktion von Mark Beswick produziert und erschien im Februar 1993 über die Label RCA und BMG als Single sowie im Oktober des Jahres auf dem Album Everything Changes. Es handelt sich um einen Popsong mit Einflüssen aus R&B und New Jack Swing.

## Musikvideos
Auch ein Musikvideo wurde zu der Originalversion des Songs veröffentlicht, es zeigt Bilder vom Tourneeleben der Band.
Zur überarbeiteten Version gibt es ebenfalls ein Musikvideo, in dem die Musiker den Song in verschiedenen Zimmern eines alten Hauses darbieten.

## Charts und Chartplatzierungen
Why Can’t I Wake Up with You erreichte Rang zwei der britischen Charts und erlangte im Jahr seiner Erstveröffentlichung Silber-Status.
| ChartsChartplatzierungen     | Höchstplatzierung | Wochen |
| ---------------------------- | ----------------- | ------ |
| Deutschland (GfK)            | 68 (8 Wo.)        | 8      |
| Vereinigtes Königreich (OCC) | 2 (10 Wo.)        | 10     |

| ChartsJahrescharts (1993)    | Platzierung |
| ---------------------------- | ----------- |
| Vereinigtes Königreich (OCC) | 49          |